# False to the Finish
False to the Finish est un film américain réalisé par Reggie Morris, sorti en 1917.

## Fiche technique
- Titre original : False to the Finish
- Réalisation : Reggie Morris
- Société de production : Keystone
- Société de distribution : Keystone
- Pays d’origine :  États-Unis
- Langue originale : anglais
- Format : noir et blanc — 35 mm — 1,37:1 — Film muet
- Genre : Comédie
- Durée : 20 minutes - 2 bobines (600 m)
- Dates de sortie :
  - États-Unis : 11 novembre 1917

## Distribution
- Raymond Griffith : le propriétaire du magasin
- Myrtle Lind
- Martin Kinney
- Lallah Rookh Hart
- Alatia Marton